# Raihau Maiau
Raihau Maiau (Moorea-Maiao, 1º agosto 1992) è un lunghista francese originario della Polinesia francese, che ha rappresentato nelle competizioni internazionali fino al 2015.

## Biografia
Nato sull'isola di Moorea, nelle Isole del Vento, Maiau ha mosso i primi passi nell'atletica leggera ai campionati regionali del 2009, vincendo tre medaglie nel salto in alto, nel salto in lungo e nel salto triplo ai Campionati polinesiani di Gold Coast. Medesimo successo ha riscontrato anche ai Mini-Giochi del Pacifico di Rarotonga. Nel 2010 ha ottenuto i primi successi a livello continentale, replicati l'anno seguente ai Giochi del Pacifico di Numea.
Nel 2012, è riuscito ad avere il pass per poter gareggiare nei 60 metri piani ai Mondiali indoor di Istanbul, non andando oltre le batterie. L'ultima partecipazione a competizioni dell'Oceano Pacifico è nel 2015; alla fine del 2012, infatti, Maiau si è trasferito per motivi di studio a Tolosa in Francia. Conseguentemente, a partire dal 2016, ha gareggiato ufficialmente con i colori francesi. Nel 2017, ha vinto il titolo nazionale di specialità e è andato a medaglia alle Universiadi di Taipei e ai Giochi della Francofonia di Abidjan. 

## Palmarès
| Anno                                       | Manifestazione                | Sede         | Evento         | Risultato | Prestazione | Note |
| ------------------------------------------ | ----------------------------- | ------------ | -------------- | --------- | ----------- | ---- |
| In rappresentanza della Polinesia francese |                               |              |                |           |             |      |
| 2009                                       | Mini-Giochi del Pacifico      | Avarua       | Salto in alto  | Argento   | 1,92 m      |      |
| 2009                                       | Mini-Giochi del Pacifico      | Avarua       | Salto in lungo | Argento   | 7,45 m      |      |
| 2009                                       | Mini-Giochi del Pacifico      | Avarua       | Salto triplo   | Bronzo    | 13,69 m     |      |
| 2010                                       | Campionati oceaniani          | Cairns       | Salto in lungo | Argento   | 7,64 m      |      |
| 2010                                       | Campionati oceaniani juniores | Cairns       | Salto in lungo | 4º        | 6,31 m      |      |
| 2010                                       | Campionati oceaniani juniores | Cairns       | Salto triplo   | Oro       | 14,07 m     |      |
| 2011                                       | Campionati oceaniani          | Apia         | Salto in alto  | Oro       | 2,02 m      |      |
| 2011                                       | Campionati oceaniani          | Apia         | Salto in lungo | Oro       | 7,58 m      |      |
| 2011                                       | Campionati oceaniani          | Apia         | Salto triplo   | Argento   | 14,29 m     |      |
| 2011                                       | Giochi del Pacifico           | Numea        | Salto in lungo | Argento   | 7,54 m      |      |
| 2012                                       | Mondiali indoor               | Istanbul     | 60 m piani     | Batteria  | 7"18        |      |
| 2012                                       | Campionati oceaniani          | Cairns       | 100 m piani    | dnf       | dnf         |      |
| 2012                                       | Campionati oceaniani          | Cairns       | Salto in alto  | Oro       | 1,85 m      |      |
| 2012                                       | Campionati oceaniani          | Cairns       | Salto in lungo | Oro       | 7,42 m      |      |
| 2012                                       | Campionati oceaniani          | Cairns       | 4 × 400 m      | Argento   | 3'32"30     |      |
| 2015                                       | Giochi del Pacifico           | Port Moresby | Salto in lungo | Oro       | 8,14 m      |      |
| 2025                                       | Mondiali indoor               | Nanchino     | 60 m piani     | Batteria  | 6"85        |      |
| In rappresentanza della Francia            |                               |              |                |           |             |      |
| 2014                                       | Camp. Mediterraneo U23        | Aubagne      | Salto in lungo | Argento   | 7,76 m      |      |
| 2017                                       | Giochi della Francofonia      | Abidjan      | Salto in lungo | Oro       | 7,90 m      |      |
| 2017                                       | Universiadi                   | Taipei       | Salto in lungo | Bronzo    | 7,91 m      |      |